# 日韓高速船
日韓高速船株式会社（にっかんこうそくせんかぶしきがいしゃ）は、かつて存在した日本の海運会社。

## 概要
1990年10月に釜山で行われた日韓海運政府間協議の合意に基づき、下関 - 釜山航路で高速船（ジェットフォイル）を運航するため、大阪商船三井船舶、地元企業の林兼産業および下関市による第三セクターとして設立された。当初は、韓国側が第一船を投入する予定であったが準備が整わず、日本側が先に就航することとなった。
1991年7月に運航を開始したが、集客に苦戦、小倉経由として旅客の取り込みを図ったものの、1992年12月に航路休止となり、経営破綻した。
同時期の1991年3月から九州旅客鉄道もジェットフォイルによる博多 - 釜山航路をビートルとして就航させていたが、当初は日韓高速船と同様に集客に苦しんだものの、1993年8月から開催された大田国際博覧会を契機に日本人観光客のビザを段階的に免除したことで旅客が増加、運航は軌道に乗り、その後、順調に拡大した。
日韓高速船の経営破綻後、下関市は債務処理のため、銀行借入金3億8千万円および関西汽船の傭船解約金4億6500万円を補助金で補填した。この支出が不当であるとして、当時の亀田博下関市長は市民から損害賠償を請求され、第一審で全額弁済、第二審では銀行借入金の弁済を命じられたが、上告審の2005年11月の最高裁判決では市民側敗訴となり損害賠償は退けられた。

## 航路
ジェットライナー
- 下関港（下関国際フェリーセンター） - 小倉港 - 釜山港

就航当初は航海時間3時間15分、小倉寄港開始後は3時間45分で1日1往復を運航していた。

## 船舶
関西汽船からジェットフォイル1隻を用船していた。
- ジェット8

1980年就航、ボーイング929（929-117）ボーイング製26番艇
航路廃止後は1996年8月に佐渡汽船に売却されファルコンとなる。2000年、九州郵船に売却されヴィーナス2として就航中。